# Blue Ash
Blue Ash é uma cidade localizada no estado norte-americano de Ohio, no Condado de Hamilton.

## Demografia
Segundo o censo norte-americano de 2000, a sua população era de 12.513 habitantes. 
Em 2006, foi estimada uma população de 11.537, um decréscimo de 976 (-7.8%).

## Geografia
De acordo com o United States Census Bureau tem uma área de 
19,8 km², dos quais 19,8 km² cobertos por terra e 0,0 km² cobertos por água.

## Localidades na vizinhança
O diagrama seguinte representa as localidades num raio de 8 km ao redor de Blue Ash. 